# Vorrträsket
Vorrträsket är en sjö i Piteå kommun i Norrbotten och ingår i Jävreåns huvudavrinningsområde. Sjön har en area på 0,196 kvadratkilometer och ligger 72 meter över havet.

## Delavrinningsområde
Vorrträsket ingår i det delavrinningsområde (724546-175131) som SMHI kallar för Ovan 724596-175530. Medelhöjden är 136 meter över havet och ytan är 19,35 kvadratkilometer. Det finns inga avrinningsområden uppströms utan avrinningsområdet är högsta punkten. Avrinningsområdets utflöde Jävreån mynnar i havet. Avrinningsområdet består mestadels av skog (86 procent). Avrinningsområdet har 0,24 kvadratkilometer vattenytor vilket ger det en sjöprocent på 1,3 procent.